# Zedriv GC1
Zedriv GC1 (кит.: 国机智骏 GC1) — електричний 5-дверний субкомпактний автомобіль виробництва Zedriv. Це 5-дверний варіант Zedriv GC2. 

## Огляд

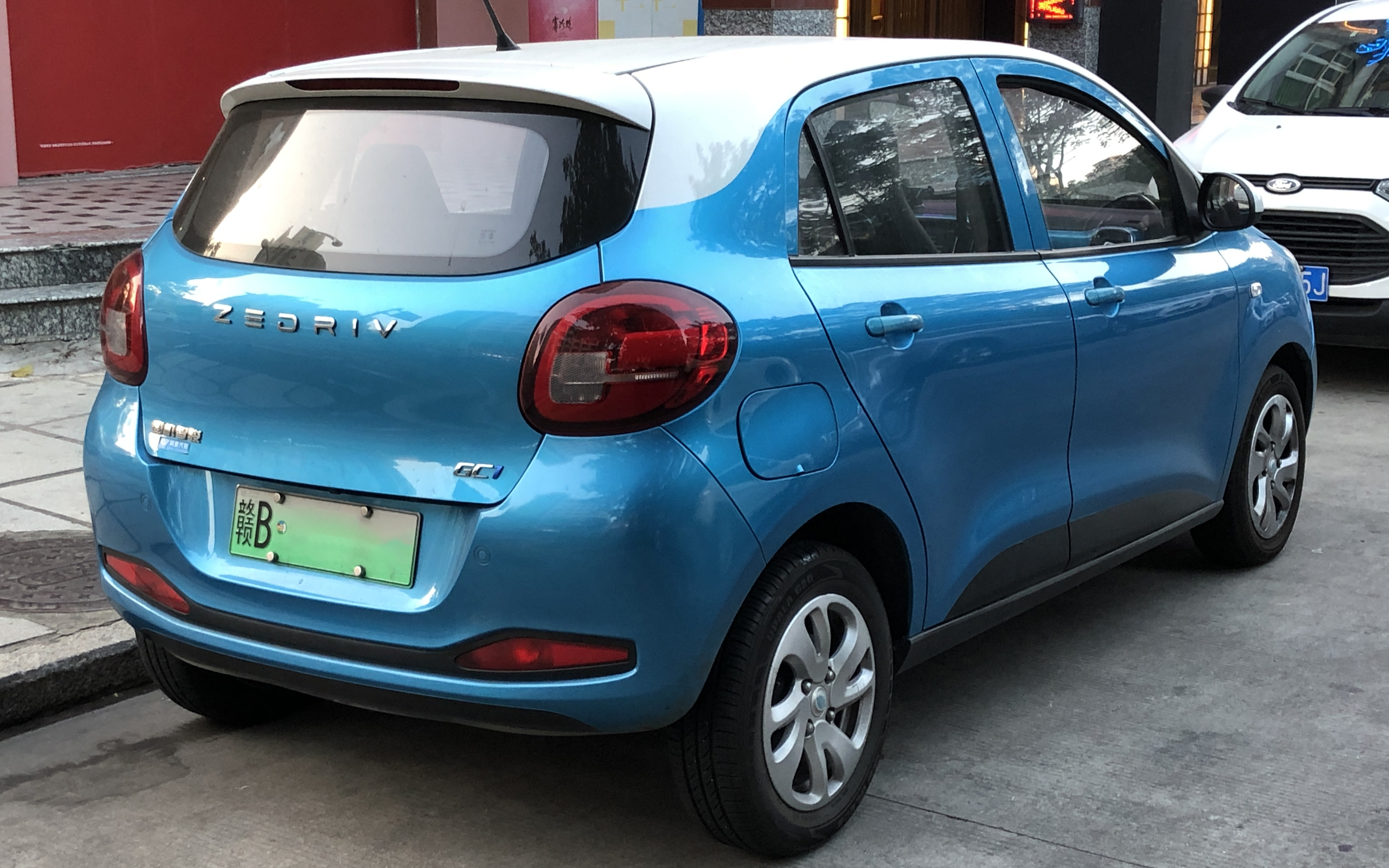
Вид ззаду

Zedriv GC1 був показаний разом з GC2 і GX5 на Auto Shanghai 2019.  Він має розміри 3710 мм/1675 мм/1535 мм, колісну базу 2500 мм, дорожній просвіт 120 мм і вагу 1130 кг.  Zedriv GC1 має 5 дверей і 4 сидіння і надійшов у виробництво в 2020 році за ціною від 68 800 до 83 800 юанів.

### Продуктивність
Zedriv GC1 має запас ходу 211 миль, 74 кінські сили, акумулятор ємністю 36,2 кВт-год, передній привід, максимальну швидкість 120 км/год і прискорення до 50 км/год за 4,2 секунди.

## Продажі
| Рік      | Китай |
| -------- | ----- |
| 2020 рік | 2,791 |
| 2021 рік | 1,342 |
| 2022 рік | 36    |